# British American Tobacco
British American Tobacco Plc is een grote Britse tabaksfabrikant.

## Activiteiten
De voornaamste producten van het bedrijf zijn sigaretten en shag. In 2023 verkocht BAT 555 miljard sigaretten (2022: 605) en 654 miljoen units van 10 milliliter E-vloeistof voor E-sigaretten. Dit laatste is een snelgroeiende activiteit, in 2018 was dit 189 miljoen units en dit is een verdrievoudiging in vijf jaar tijd. Traditionele rookwaren maakten nog altijd 85% van de totale omzet uit in 2023. In 2023 droeg BAT in totaal £ 35 miljard aan tabaksaccijns af aan de diverse overheden in de landen waar het actief is.
Internationale merknamen van BAT zijn onder andere:
- Lucky Strike
- Pall Mall
- HB
- GladStone
- Benson & Hedges
- Caballero
- Kent
- Peter Stuyvesant
- Dunhill
- Vogue

Niet al deze merken zijn in de hele wereld eigendom van BAT. In een aantal gevallen heeft het bedrijf alleen in bepaalde landen of regio's het recht om bepaalde merknamen te voeren.
Naast de internationale merken kent BAT ook vele lokale merken. In Nederland betreft dat bijvoorbeeld de producten van Theodorus Niemeyer, zoals Javaanse Jongens, Gruno en Samson, waarvan de laatste vermoedelijk zal verdwijnen met de sluiting van de fabriek van Theodorus Niemeyer in Groningen in 2022. In België zijn dit onder andere Tigra, Boule d'Or, Ajja, Belga en Belgam.
In 2023 was de Verenigde Staten de belangrijkste afzetmarkt met een omzetaandeel van 44%, het aandeel in de bedrijfswinst was hoger.

## Geschiedenis
Het bedrijf werd opgericht in 1902, toen het Britse Imperial Tobacco Company (ITC) en het Amerikaanse American Tobacco Company (ATC) een joint venture overeenkwamen. De beide moederbedrijven spraken af om niet te concurreren op elkaars thuismarkten en om de geregistreerde merknamen, buitenlandse activiteiten en internationale dochterondernemingen onder te brengen in het gezamenlijke bedrijf. James 'Buck' Duke werd benoemd als eerste directeur. De joint venture had een wereldwijd bereik, exclusief het Verenigd Koninkrijk en de Verenigde Staten. Deze markten bleven van de respectievelijke moedermaatschappijen.
In 1911 verkocht de Amerikaanse moeder ATC haar aandeel in het bedrijf en kreeg het bedrijf een beursnotering. Het Britse ITC verkleinde zijn belang in de loop der jaren tot het in 1980 de laatste aandelen verkocht in BAT.
In 1927 volgde de overname van de Amerikaanse fabrikant Brown & Williamson (B&W) waarmee het bedrijf ook een positie verkreeg in de Verenigde Staten.
In 1976 werd de structuur van het bedrijf grondig herzien. Alle activiteiten werden ondergebracht in een nieuwe houdstermaatschappij: B.A.T. Industries (BAT). Deze nieuwe holding werd in 1994 eigenaar van het originele moederbedrijf ATC. Hierdoor kwamen ook merken als Lucky Strike en Pall Mall in bezit van BAT. Deze overname werd beïnvloed door rechtszaken tegen ATC, maar kwam met hulp van reorganisaties toch rond. Twee jaar later was BAT de grootste tabaksfabrikant ter wereld met een productie van meer dan 500 miljard sigaretten per jaar.
Begin jaren tachtig startte het bedrijf een programma om de activiteiten te diversificeren. Naast de productie, handel en verkoop van tabak en tabaksproducten werd BAT ook een belangrijke aanbieder van financiële diensten. Tussen 1984 en 1998 maakten bedrijven als Eagle Star, Allied Dunbar en Farmers Group, Inc. onderdeel uit van het conglomeraat. Rond 1996 werden al deze financiële diensten ondergebracht in British American Financial Services (BAFS). In 1998 werden deze activiteiten verkocht aan Zurich Insurance Group.
De val van het communisme in Oost-Europa en het uiteenvallen van de Sovjet-Unie opende nieuwe markten voor BAT in Centraal- en Oost-Europa. In 1992 nam BAT de Hongaarse tabaksfabrikant Pecsi Dohanygyar over en andere acquisities en joint ventures volgden in, onder meer, Rusland, Roemenië en Oekraïne.
De volgende grote stap kwam in 1999 door overname van Rothmans International. Hiermee kreeg het ook het Nederlandse Koninklijke Theodorus Niemeyer BV in handen. In 2012 ging BAT een joint venture aan met China National Tobacco Company, wat resulteerde in CTBAT International Co. Ltd., met zetel in Hongkong. CTBAT verkreeg wereldwijd de rechten op het merk State Express 555 en de rechten buiten China op het merk Shuang Xi.
In 2004 fuseerden de Amerikaanse activiteiten onder Brown & Williamson en die van RJ Reynolds Tobacco Company. De twee gingen verder onder de naam Reynolds American. British American Tobacco had in dit samenwerkingsverband 42% van de aandelen. In oktober 2016 bracht BAT een bod uit op aandelen van Reynolds American dat het nog niet in handen had. BAT bood US$ 47 miljard voor de resterende 58% van de aandelen Reynolds American. In juli 2017 werd de transactie succesvol afgerond en werd daarmee de grootste beursgenoteerde tabaksonderneming gemeten in netto-omzet.
In september 2019 maakte BAT bekend 2300 banen te schrappen voor het einde van het jaar. BAT kampt met teruglopende verkopen en toenemende concurrentie. Verder wordt de regelgeving voor alternatieve (rook)producten steeds strikter. BAT wil met de kostenbesparing geld vrijmaken voor investeringen in rookalternatieven zoals 'vapen' (dampen), waarbij een nicotinehoudende vloeistof wordt verdampt, al dan niet met een smaakje. In dezelfde maand legde de Nederlandse Belastingdienst een naheffing op van 1 miljard euro aan BAT wegens vermeende belastingontwijking tussen 2003 en 2016. Een deel van de wereldwijde inkomsten van BAT stroomt al jaren via een Nederlandse holding, gevestigd in Amstelveen. Door oneigenlijke toepassing van interne verrekenprijzen zou BAT belasting hebben ontweken iets wat het bedrijf tegenspreekt.
In maart 2021 maakte het bekend een aandelenbelang van 20% in de Canadese canabisproducent Organigram te kopen voor US$ 176 miljoen. Canada heeft in 2018 het gebruik van marihuana gelegaliseerd.
In september 2023 verkocht het bedrijf de activiteiten in Rusland en Wit-Rusland aan het management van de bedrijven in die landen. BAT had een kwart van de sigarettenmarkt in handen. In maart 2022 was de beslissing al genomen om zich terug te trekken uit deze landen.
In december 2023 schreef BAT een recordbedrag af op de waarde van de traditionele sigaretten activiteiten. Op de immateriële waarde wordt US$ 31,5 miljard afgeschreven omdat de vooruitzichten voor deze producten somber zijn. De gezondheidsrisico's spelen een steeds belangrijker rol met een afname van het aantal rokers en verkopen tot gevolg.

## Sponsoring

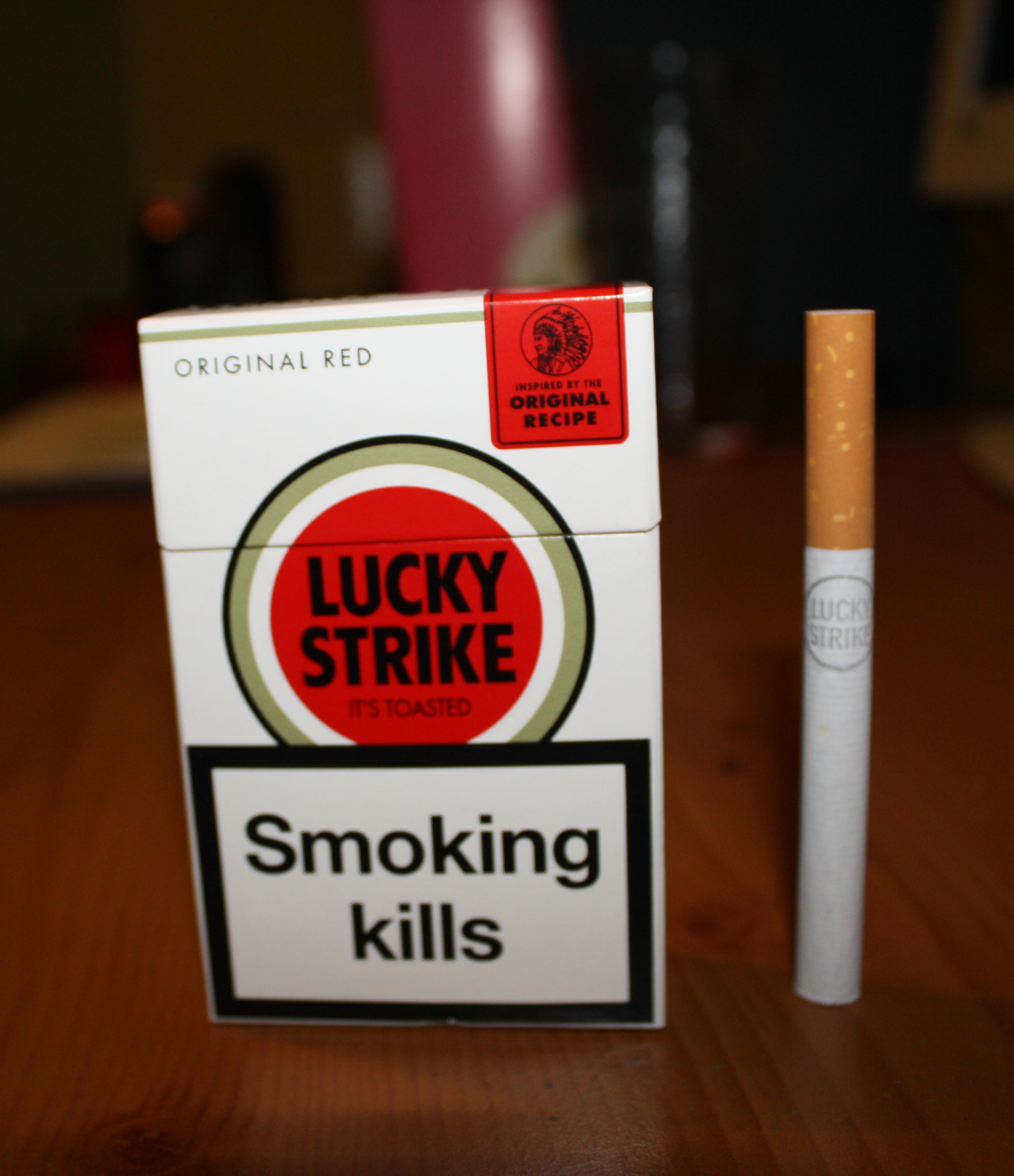
Pakje Lucky Strike met waarschuwing

Als gevolg van het toenemende ontmoedigingsbeleid van de meeste overheden in de wereld kunnen bedrijven in deze industrietak slechts onder strikte voorwaarden adverteren. Bij reclame-uitingen moeten fabrikanten meestal duidelijk vermelden dat er zeer grote bezwaren kleven aan roken. Ook moet in steeds meer landen een prominente vermelding op de verpakking gedrukt worden over de gevaren van tabak.
In Europa zijn er strikte regels voor promotie van tabak. Zo is het bijvoorbeeld niet meer toegestaan om advertenties gericht op jongeren te maken of tabaksproducten te promoten bij sportevenementen. BAT was bijvoorbeeld sponsor van grote crickettoernooien en was ook prominent aanwezig in de Formule 1 met het team British American Racing of BAR. Door Europese regelgeving in 2005 werd ook deze laatste sportsponsoring onmogelijk gemaakt. Het BAR F1-team werd verkocht aan Honda en in 2006 was het laatste jaar dat de sportwagens rondreden met Lucky Strike-reclame.
In de door het BAT-concern overgenomen sigarettenfabriek te Zevenaar bevond zich een bijzondere kunstverzameling, de BATartventure Collection.

## Schandalen
Net als alle tabaksfabrikanten wordt BAT beschuldigd van misleiding van haar klanten. Zo zou het bedrijf al geruime tijd hebben geweten dat de aanduiding Light op zijn minst misleidend was en ten onrechte de suggestie wekte dat dergelijke sigaretten minder ongezond zouden zijn.
Een BBC-programma onthulde daarnaast dat het bedrijf zijn eigen beleidsregels schond. Zo zou het bedrijf in Afrika gericht jeugdigen aansporen te gaan roken.
Het British Medical Journal heeft gedocumenteerd hoe onder druk van BAT de tabakswetgeving van Oezbekistan werd aangepast waardoor restricties op roken werden afgezwakt of verwijderd.
Op 13 september 2021 beschuldigde Stopping Tobacco Organizations and Products (STOP) BAT van het uitdelen van meer dan US$ 600.000 in de vorm van contant geld, auto’s of campagnedonaties aan tientallen politici, wetgevers, ambtenaren, journalisten en werknemers van concurrerende bedrijven in Afrika tussen 2008 en 2013.
Aberdeen Asset Management · Admiral Group · Aggreko · AMEC · Anglo American · Antofagasta · ARM Holdings · Associated British Foods · AstraZeneca · Aviva · Babcock International · BAE Systems · Barclays · BG Group · BHP Billiton · BP · British American Tobacco · British Land Company · Sky · BT Group · Bunzl · Burberry · Capita Group · Carnival · Centrica · Compass Group · CRH · Croda International · Diageo · easyJet · Eurasian Natural Resources Corporation · Experian · Fresnillo · G4S · GKN · GlaxoSmithKline · Glencore · Hammerson · Hargreaves Lansdown · HSBC · IMI · Imperial Brands · International Airlines Group · InterContinental Hotels Group · Intertek Group · ITV · Johnson Matthey · Kingfisher · Land Securities Group · Legal & General · Lloyds Banking Group · London Stock Exchange Group · Marks & Spencer · Meggitt · Melrose · Wm Morrison Supermarkets · National Grid · Next · Old Mutual · Pearson · Persimmon · Petrofac · Prudential · Randgold Resources · Reckitt Benckiser · RELX · Resolution · Rexam · Rio Tinto Group · Rolls-Royce Group · Royal Bank of Scotland Group · RSA Insurance Group · SABMiller · Sage Group · J Sainsbury · Schroders · Scottish and Southern Energy · Serco Group · Severn Trent · Shell · Shire · Smith & Nephew · Smiths Group · Standard Chartered · Standard Life · Tate & Lyle · Tesco · Travis Perkins · TUI Travel · Tullow Oil · Unilever · United Utilities · Vedanta Resources · Vodafone · Weir Group · Whitbread · William Hill · Wolseley · Wood Group · WPP Group